# Area Codes
«Area Codes» — перший сингл американського репера Ludacris із його третього студійного альбому Word of Mouf, випущений 3 липня 2001 року. Пісня виконана разом з Nate Dogg. Спочатку пісня була випущена як саундтрек до «Година пік 2». Текст пісні зосереджений на телефонних кодах США, які позначають місцезнаходження жінок, з якими репер мав сексуальні стосунки в містах Сполучених Штатів.

## Чарти
Пісня дебютувала в Billboard Hot 100 на #84 рядку, 14 Липня 2001 року.

### Щотижневі чарти
| Чарт (2001)                             | Найвища позиція |
| --------------------------------------- | --------------- |
| Australia (ARIA)                        | 97              |
| Франція (SNEP)                          | 43              |
| Нова Зеландія (RIANZ)                   | 40              |
| США (Billboard Hot 100)                 | 24              |
| США (Hot R&B/Hip-Hop Songs) (Billboard) | 10              |
| США (Rap Songs) (Billboard)             | 7               |
| США (Rhythmic) (Billboard)              | 9               |

### Річні чарти
| Чарт (2001)                          | Позиція |
| ------------------------------------ | ------- |
| US Hot R&B/Hip-Hop Songs (Billboard) | 60      |